# Repbäcken
Repbäcken ist ein Ort (tätort) der Gemeinde Borlänge in der schwedischen Provinz Dalarnas län und der historischen Provinz Dalarna.
Der Ort ist liegt nur wenige Kilometer westlich vom Hauptort der Gemeinde, Borlänge, entfernt am Dalälven. Am Ort vorbei führt die Europastraße 16. In Repbäcken zweigt die Västerdalsbanan von der Dalabanan ab.

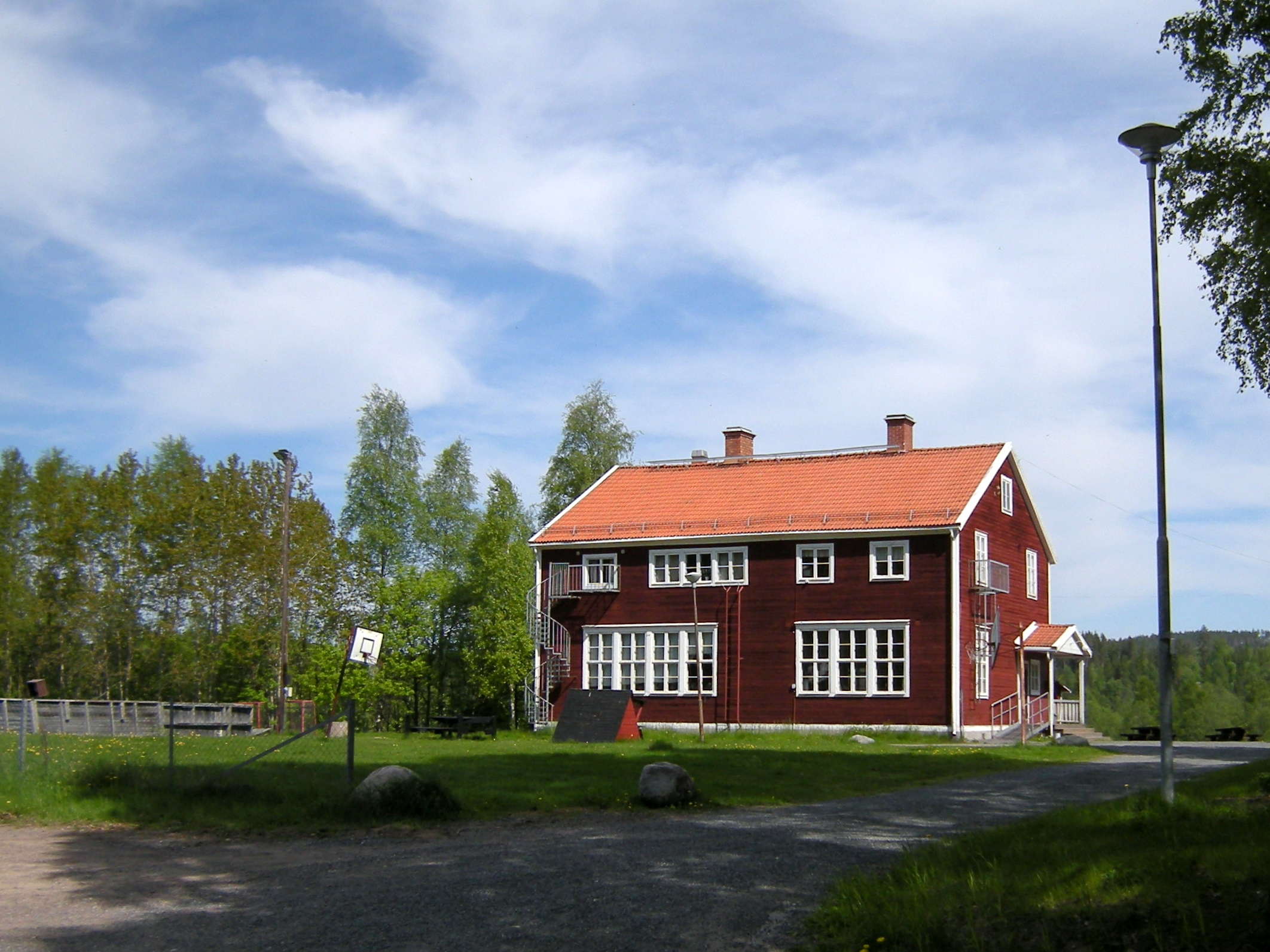
Bygdegård
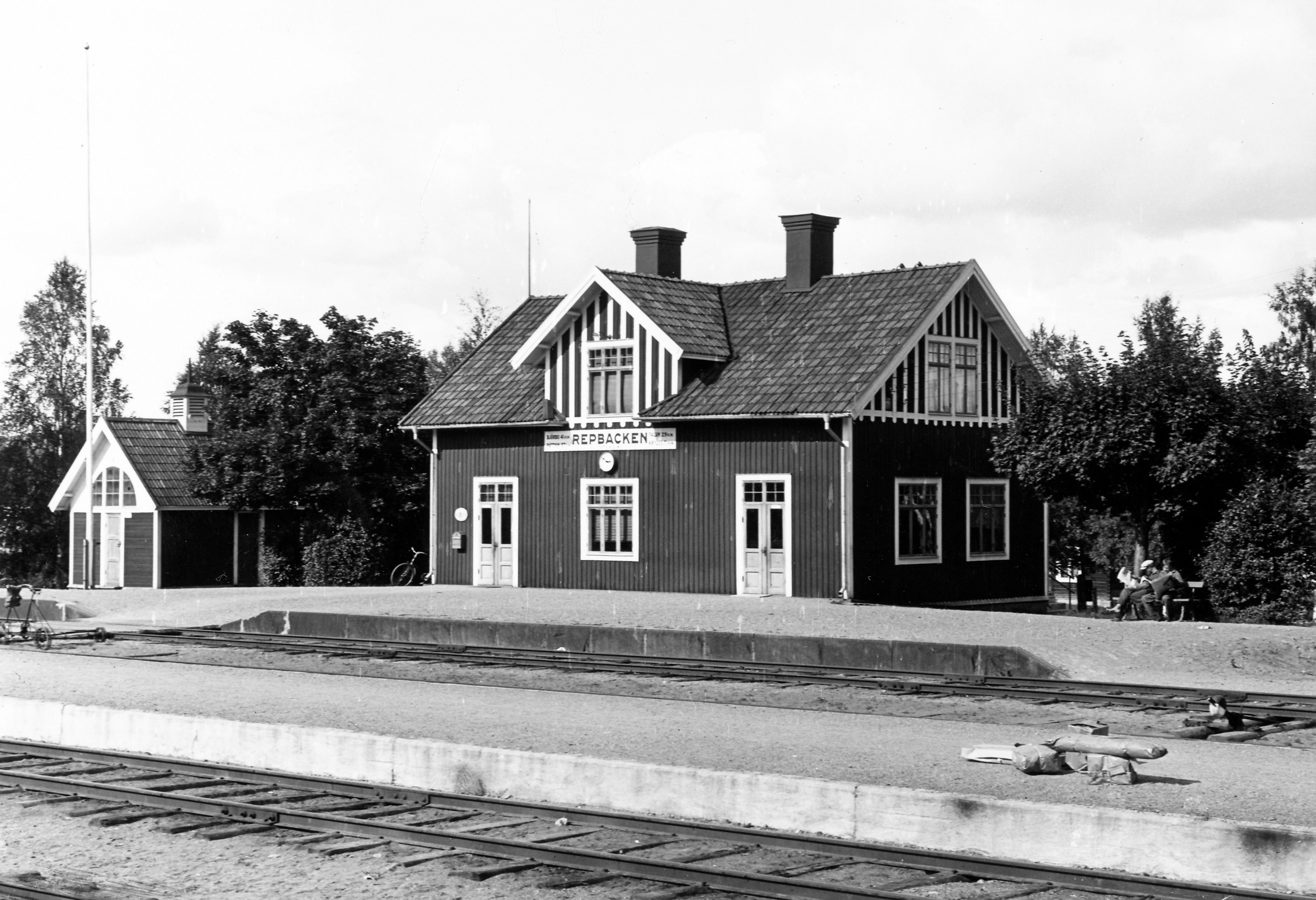
Bahnhof (1930)